# Erzsébet Rajki
Erzsébet Rajki (Budapest, 12 settembre 1948) è un'ex cestista ungherese.

## Carriera
Con l'Ungheria ha disputato i Campionati mondiali del 1975 e tre edizioni dei Campionati europei (1970, 1972, 1974).